# Europacup II hockey
De Europacup II (Engels: EuroHockey Cup Winners Cup) was een Europees hockeytoernooi voor clubs. 
Het mannentoernooi startte in 1990 en het vrouwentoernooi in 1991. Deze edities werden in competitievorm op twee verschillende locaties gespeeld. De twee winnaars van deze competities speelden vervolgens tegen elkaar in de finale. Alle latere edities had het toernooi steeds een deelnemersveld van 8 teams. Het toernooi werd georganiseerd door de EHF.
Aan het toernooi deden 8 bekerwinnaars mee van de landen die het voorgaande jaar bij de top 6 waren geëindigd en de twee clubs die de finale haalden bij de B divisie. De clubs van de twee landen die het voorgaande jaar op plaats 7 en 8 waren geëindigd kwamen uit in de B divisie. Nederland kende sinds 1996 geen bekertoernooi meer, de club die na de reguliere competitie bovenaan stond plaatste zich voor de Europacup II. Werd deze club na de play offs ook landskampioen dan plaatste het zich automatisch voor de Europacup I en plaatste de verliezend finalist van de play offs zich voor de Europacup II.
Vanaf het seizoen 2007/2008 zijn de Europacup II bij de heren en de Europacup I samengegaan in de Euro Hockey League. In het seizoen 2009/10 werd de Europacup II bij dames ondergebracht bij de Europacup I en hield het toernooi voor alleen bekerwinnaars op te bestaan.

## Winnaars
| Jaar | Mannen                        |                               | Vrouwen | Jaar |
|      |                               | Amsterdam H&BC                | 2009    |      |
|      |                               | Berliner HC                   | 2008    |      |
| 2007 | Amsterdam H&BC                | Club de Campo Villa de Madrid | 2007    |      |
| 2006 | HC Bloemendaal                | Amsterdam H&BC                | 2006    |      |
| 2005 | Club de Campo Villa de Madrid | Amsterdam H&BC                | 2005    |      |
| 2004 | Oranje Zwart                  | MHC Laren                     | 2004    |      |
| 2003 | Amsterdam H&BC                | HC Rotterdam                  | 2003    |      |
| 2002 | Oranje Zwart                  | HC Rotterdam                  | 2002    |      |
| 2001 | HC Den Bosch                  | Amsterdam H&BC                | 2001    |      |
| 2000 | Atlètic Terrassa              | Rot-Weiss Köln                | 2000    |      |
| 1999 | Amsterdam H&BC                | Amsterdam H&BC                | 1999    |      |
| 1998 | HC Den Bosch                  | Amsterdam H&BC                | 1998    |      |
| 1997 | Gladbacher HTC                | HC Kampong                    | 1997    |      |
| 1996 | Dürkheimer HC                 | Hightown HC                   | 1996    |      |
| 1995 | Harvestehuder THC             | Rüsselsheimer RK              | 1995    |      |
| 1994 | Atlètic Terrassa              | Bayer Leverkusen              | 1994    |      |
| 1993 | HGC                           | HGC                           | 1993    |      |
| 1992 | HGC                           | Sutton Coldfield HC           | 1992    |      |
| 1991 | HC Kampong                    | Rhythm Grodno                 | 1991    |      |
| 1990 | Hounslow HC                   |                               |         |      |